# Șandrivka, Iuriivka
Șandrivka (în ucraineană Шандрівка) este localitatea de reședință a comunei Șandrivka din raionul Iuriivka, regiunea Dnipropetrovsk, Ucraina.

## Demografie
Componența lingvistică a localității Șandrivka
     Ucraineană (95,78%)
     Rusă (4,22%)
Conform recensământului din 2001, majoritatea populației localității Șandrivka era vorbitoare de ucraineană (95,78%), existând în minoritate și vorbitori de rusă (4,22%).